# Versiones (álbum de Gian Marco)
Versiones es el décimo quinto álbum del cantautor peruano Gian Marco.

## Listado de canciones
| Versiones |                        |                              |          |  |
| N.º       | Título                 | Escritor(es)                 | Duración |  |
| 1.        | «Cartas amarillas»     | Juan Carlos Calderón         | 4:07     |  |
| 2.        | «Almohada»             | Adán Torres                  | 3:52     |  |
| 3.        | «Capullito de Alelí»   | Rafael Hernández Marín       | 3:39     |  |
| 4.        | «Amor de mis amores»   | Agustín Lara                 | 2:46     |  |
| 5.        | «Come fly with me»     | Jimmy Van Heusen, Sammy Cahn | 3:29     |  |
| 6.        | «Perfidia»             | Alberto Domínguez            | 4:34     |  |
| 7.        | «La flor de la canela» | Chabuca Granda               | 3:27     |  |
| 8.        | «Domitila»             | Ricardo Díaz Fresneda        | 3:52     |  |
| 9.        | «Ella»                 | José Alfredo Jiménez         | 3:06     |  |
| 10.       | «Corcovado»            | Tom Jobim                    | 3:51     |  |
| 11.       | «Tal Para Cual»        | Gian Marco                   | 4:19     |  |
| 12.       | «La vida nos espera»   | Gian Marco, Arturo Sandoval  | 4:55     |  |
| 13.       | «Si no fuera por ti»   | Gian Marco                   | 6:05     |  |
| 14.       | «Rabo de nube»         | Silvio Rodríguez             |          |  |

## Premios y nominaciones

### Premios Grammy Latinos
| Año  | Trabajo nominado | Categoría   | Resultado |
| ---- | ---------------- | ----------- | --------- |
| 2013 | Versiones        | Mejor álbum | Nominado  |

### Premios Grammy
| Año  | Trabajo nominado   | Categoría                                           | Resultado |
| ---- | ------------------ | --------------------------------------------------- | --------- |
| 2014 | La vida nos espera | Arreglo Instrumental de Acompañamiento a Vocalistas | Nominado  |